# Munshi Rahman Khan
Munshi Rahman Khan (Hindi / Sarnami: मुंशी रहमान खान) (1874-1972) ook Rahamāna Ḵhān was een Surinaamse schrijver, literator, dichter en voormalig contractarbeider van Hindostaanse afkomst. Hij werd Munshi (منشی) genoemd, wat in het Urdu onderwijzer of leraar betekent aangezien hij een van de weinige contractarbeiders was die hoogopgeleid was.

## Leven
Munshi Rahman Khan was geboren in het toenmalig Brits-Indië in een islamitisch gezin die behoorden tot de Pathaanse gemeenschap, die van oorsprong uit Afghanistan komen. Hij vertrok in 1898 naar Suriname met het Engelse schip Avon waar hij als contractarbeider werkzaam was. 